# Rudravathi
Rudravathi è una suddivisione dell'India, classificata come town panchayat, di 5.923 abitanti, situata nel distretto di Tirupur, nello stato federato del Tamil Nadu. In base al numero di abitanti la città rientra nella classe V (da 5.000 a 9.999 persone).

## Geografia fisica
La città è situata a 10° 51' 43 N e 77° 25' 35 E.

## Società

### Evoluzione demografica
Al censimento del 2001 la popolazione di Rudravathi assommava a 5.923 persone, delle quali 3.093 maschi e 2.830 femmine. I bambini di età inferiore o uguale ai sei anni assommavano a 404, dei quali 231 maschi e 173 femmine. Infine, coloro che erano in grado di saper almeno leggere e scrivere erano 3.392, dei quali 2.023 maschi e 1.369 femmine.